# Eco (Marc Didou)
Eco è una moderna opera scultorea di arte urbana permanente dell'artista bretone Marc Didou, situata nel Centro storico di Torino.

## Storia
Nel settembre del 2001, il Comune bandì il concorso di riqualificazione urbanistica Cento piazze per Torino su 3 specifiche aree cittadine (quelle della Mole Antonelliana, della Spina Reale e di Piazza Tancredi Galimberti a Borgo Filadelfia) attraverso la collocazione in esse di altrettante opere di arte contemporanea, una ciascuna, con un tema diverso l'una dall'altra (la Comunicazione nel caso di Eco).
Nel novembre 2002 furono proclamati i progetti vincitori dell'area "Mole Antonelliana" (Eco) e di Piazza Tancredi Galimberti (Chakra di Riccardo Cordero), mentre non ne fu scelto alcuno per la Spina Reale.
La presentazione di Eco si tenne il 14 giugno 2005 nell'auditorium della facoltà di Scienze della Formazione (Università degli Studi di Torino), a Palazzo Nuovo, attraverso un incontro con Didou in persona coordinato dal professor Carlo Olmo (al tempo preside della Facoltà di architettura del Politecnico di Torino) e dall'assessore alle Risorse e allo Sviluppo della Cultura Fiorenzo Alfieri. La sua inaugurazione avvenne invece poche settimane dopo.

## Contesto urbano
L'area denominata "Mole Antonelliana" fu riqualificata e pedonalizzata nel 1999. Il crocevia di collocamento dell'opera è caratterizzato da un'intensa frequentazione soprattutto di giovani, grazie alla presenza dell'università e del Liceo Classico e Linguistico Statale Vincenzo Gioberti. L'intervento di pedonalizzazione, la conseguente assenza di veicoli e la collocazione di panchine, pedane e terrazze consentono una progressiva percezione e scoperta visivo-uditiva dell'opera.

## Descrizione
L’opera raffigura specularmente in verticale due teste d’uomo nell’atto di gridare con le mani vicino alla bocca per convogliare, amplificandola, la trasmissione del suono prodotto. Il loro "sguardo" è rivolto verso il tratto di Via Giuseppe Verdi fra Via Sant’Ottavio e Corso San Maurizio, in direzione ideale del fiume Po. La fisionomia del volto e delle mani è stata decostruita in sezioni stratigrafiche dal processo esplorativo della tomografia a risonanza magnetica. 
Avvicinandosi all'altezza delle bocche si può udire il suono dell'acqua, elemento non visibile ma presente come sorgente sonora. All'interno, infatti, è presente un sistema idrico di cui si avvertono solo i suoni.
«La scelta del bronzo» - ha dichiarato Didou - «è stata dettata soprattutto da ragioni estetiche e manutentive: essendo un'opera collocata in uno spazio pubblico deve richiedere la minor manutenzione possibile, inoltre il bronzo fa parte del patrimonio monumentale di Torino».

## Significato
L'opera rappresenta una riflessione sulla ricerca di comunicazione dell'uomo contemporaneo, oggetto, quest'ultimo, di una sollecitazione continua da parte dei nuovi media attraverso un'enorme quantità di messaggi solo apparentemente indispensabili. Questo sovraccarico, il più delle volte, non permette di cogliere il vero oggetto della comunicazione stessa. Eco rappresenta così una riflessione più profonda sul rapporto tra reale e virtuale, ovvero tra realtà e illusione. Secondo Didou, ciò che chiamiamo "realtà" è solo l'insieme di una molteplicità di elementi che percepiamo attraverso i sensi. Sotto questo aspetto, «Eco ci dà l’illusione di poter cogliere nell'immediato la sua identità». Guardando la scultura da lontano, infatti, si ha la sensazione di guardare un'immagine piatta, virtuale, come può apparire sullo schermo di un computer, ma, avvicinandosi, la percezione cambia; sembra che i contorni si confondano, mentre acquista forza la materia. Ecco dunque che le fisionomie dei due volti esprimono, secondo Didou, il «desiderio di comunicazione insito nell'area urbana». 
Il sistema idrico interno «l'ho realizzato» - spiega Didou - «per cercare una risonanza tra i flussi viventi dei fiumi della città, in relazione alla confluenza tra il Po e la Dora». Oltre a ciò, la sonorità dell'acqua può richiamare alla mente l'idea di un flusso di persone o di voci.